# Понтеведра (комарка)
Понтеведра (исп. и галис. Comarca de Pontevedra) — район (комарка) в Испании, входит в провинцию Понтеведра в составе автономного сообщества Галисия.

## Муниципалитеты
1. Понтеведра
2. Пойо
3. Барро
4. Кампо-Ламейро
5. Котобад
6. Ла-Лама
7. Пуэнтекальделас
8. Вилабоа